# Teleocrater
Teleocrater es un género de reptil extinto. Fue un avemetatarsaliano perteneciente al clado basal Aphanosauria, de la Formación Manda del Triásico Medio de Tanzania. El nombre «Teleocrater» fue acuñado por el paleontólogo inglés Alan Charig en su disertación doctoral de 1956, pero no fue publicado de manera formal. En la misma tesis se nombró a «Mandasuchus», otro arcosauriforme. Su publicación oficial se produjo en 2017 por Sterling Nesbitt y colaboradores. El género solo contiene a la especie tipo T. rhadinus.
Un estudio de 2008 de la histología ósea de los arcosauriformes primitivos identificó de manera tentativa a «Teleocrater» como un arcosauriforme que estaba cercanamente relacionado con los Erythrosuchidae (aunque no incluido dentro de estos), una familia de reptiles primitivos que vivieron poco antes de los verdaderos arcosaurios. Los autores no pudieron asignar a «Teleocrater» a alguna familia conocida. Nesbitt et al. encontraron que estaba cercanamente relacionado com los anteriormente problemáticos Dongusuchus y Yarasuchus, los cuales son también afanosaurios.